# 圣玛格丽达
圣玛格丽达是巴西米纳斯吉拉斯州的一个市镇。总面积256.183平方公里，总人口14205人，人口密度55.4人/平方公里。